# Vovinam

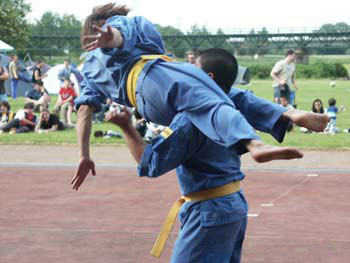
Tesoura voadora aplicada no pescoço. O oponente é forçado ao chão por uma torção do corpo.

Vovinam  Việt Võ Đạo é uma arte marcial de origem vietnamita.